# AFC Champions League 2011
Die AFC Champions League 2011 ist die 30. Auflage des höchsten Kontinentalwettbewerbs in Asien, der zum achten Mal unter seinem jetzigen Namen ausgetragen wurde. Der Gewinner des Wettbewerbs qualifiziert sich für die FIFA-Klub-Weltmeisterschaft 2011. Die Auslosung fand am 7. Dezember 2010 im Hauptsitz der AFC, in Kuala Lumpur, statt.

## Qualifikation
Insgesamt 35 Mannschaften nehmen an der AFC Champions League 2011 teil. Nach Abschluss der Qualifikationsrunde nehmen 31 Mannschaften sowie der Titelverteidiger aus dem Vorjahr an der Hauptrunde teil.

### Teilnahmeberechtigte Länder
Anders als zum Beispiel bei der UEFA Champions League, sind nur bestimmte Länder und Verbände teilnahmeberechtigt, die den Kriterien der AFC entsprechen.
Die AFC hat die Teilnahmekriterien für die nächsten zwei Jahre bestimmt. Das Beschlusstermin war nach der Sitzung der Exekutivkomitee im November 2010. Am 30. November 2009 hat AFC veröffentlicht, dass im Zusatz zu den zehn teilnehmenden Verbänden noch zwölf Mitglieder Teilnahmeinteresse an die Champions League haben. Singapur hat danach ihren Antrag zurückgezogen. Die komplette Liste ist hier zu sehen:
Ostasien
- Teilnehmender Verband:  Australien,  Volksrepublik China,  Indonesien,  Japan,  Südkorea
- Teilnahmeinteresse:  Malaysia,  Myanmar,  Thailand
- Antragabzug:  Singapur
- Disqualifiziert:  Vietnam[5]

Westasien
- Teilnehmender Verband:  Iran,  Katar,  Saudi-Arabien,  Vereinigte Arabische Emirate,  Usbekistan
- Teilnahmeinteresse:  Irak,  Jordanien,  Oman,  Pakistan,  Palästina,  Tadschikistan,  Jemen,  Indien

Anmerkung: Singapur, Thailand, Vietnam und Indien haben bereits Vereine, die an den Qualifikationsplayoffs für die Gruppenrunde 2010 teilnehmen.

## Qualifizierte Mannschaften

### Qualifikationsrunde
Das Exekutivkomitee hat vorgeschlagen, dass eine Mannschaft aus Westasien an der Qualifikation für Ostasien teilnimmt, um das Gleichgewicht zu bewahren.
| Ostasien          | Ostasien                         |
| Verein            | Qualifikationsberechtigung       |
| ----------------- | -------------------------------- |
| Sriwijaya FC      | Piala Indonesia 2010 Gewinner    |
|                   |                                  |
| Muangthong United | Thai Premier League 2010 Meister |

| Westasien   | Westasien                                |
| Verein      | Qualifikationsberechtigung               |
| ----------- | ---------------------------------------- |
| Dempo SC    | I-League 2009/10 Meister                 |
|             |                                          |
| Al Ain Club | UAE Arabian Gulf League 2009/10 3. Platz |
|             |                                          |
| Al-Ittihad  | AFC Cup 2010 Gewinner                    |
|             |                                          |
| Al-Sadd     | Qatar Stars League 2009/10 Vizemeister   |

### Gruppenphase
| Ostasien (Gruppen E-H)  | Ostasien (Gruppen E-H)                 |
| Verein                  | Qualifikationsberechtigung             |
| ----------------------- | -------------------------------------- |
| Nagoya Grampus          | J. League 2010 Meister                 |
| Kashima Antlers         | Emperor’s Cup 2010 Gewinner            |
| Gamba Osaka             | J. League 2010 Vizemeister             |
| Cerezo Osaka            | J. League 2010 3. Platz                |
|                         |                                        |
| Shandong Luneng Taishan | Chinese Super League 2010 Meister      |
| Tianjin Teda            | Chinese Super League 2010 Vizemeister  |
| Shanghai Shenhua        | Chinese Super League 2010 3. Platz     |
| Hangzhou Greentown      | Chinese Super League 2010 4. Platz     |
|                         |                                        |
| FC Seoul                | K-League 2010 Meister                  |
| Suwon Samsung Bluewings | Korean FA Cup 2010 Gewinner            |
| Jeju United             | K-League 2010 Vizemeister              |
| Jeonbuk Hyundai Motors  | K-League 2010 3. Platz                 |
|                         |                                        |
| Sydney FC               | A-League 2009/10 Meister               |
| Melbourne Victory       | A-League 2009/10 Vizemeister           |
|                         |                                        |
| Arema Malang            | Indonesia Super League 2009/10 Meister |
|                         |                                        |
| Al Ain Club             | Gewinner Qualifikation Ostasien        |

| Westasien (Gruppen A-D) | Westasien (Gruppen A-D)                                                   |
| Verein                  | Qualifikationsberechtigung                                                |
| ----------------------- | ------------------------------------------------------------------------- |
| Sepahan Isfahan         | Iranian Pro League 2009/10 Meister                                        |
| Persepolis Teheran      | Hazfi Cup 2009/10 Gewinner                                                |
| Zob Ahan Isfahan        | Iranian Pro League 2009/10 Vizemeister                                    |
| Esteghlal Teheran       | Iranian Pro League 2009/10 3. Platz                                       |
|                         |                                                                           |
| Al-Hilal                | Saudi Professional League 2009/10 Meister                                 |
| Al-Ittihad              | Saudi Professional League 2009/10 Vizemeister                             |
| Al-Nasr                 | Saudi Professional League 2008/09 3. Platz                                |
| Al-Shabab               | Saudi Professional League 2009/10 4. Platz                                |
|                         |                                                                           |
| Al-Wahda                | UAE Arabian Gulf League 2009/10 Meister                                   |
| Emirates Club           | UAE President’s Cup 2009/10 Gewinner                                      |
| Al-Jazira               | UAE Arabian Gulf League 2009/10 Vizemeister                               |
|                         |                                                                           |
| Al-Gharafa              | Qatar Stars League 2009/10 Meister                                        |
| Al-Rayyan               | Emir of Qatar Cup 2010 Gewinner                                           |
|                         |                                                                           |
| Bunyodkor Taschkent     | Usbekische Profi-Fußballliga 2010 Meister Usbekischer Pokal 2010 Gewinner |
| Pakhtakor Tashkent      | Usbekische Profi-Fußballliga 2010 Vizemeister                             |
|                         |                                                                           |
| Al-Sadd                 | Gewinner Qualifikation Westasien                                          |

## Ergebnisse der Qualifikationsrunde
Die Halbfinals fanden am 12. Februar 2011 statt. Die Finals wurden am 19. Februar 2011 ausgetragen.
|                      | Ergebnis             |                      |                      |                      |
| Halbfinale Westasien | Halbfinale Westasien | Halbfinale Westasien | Halbfinale Westasien | Halbfinale Westasien |
| -------------------- | -------------------- | -------------------- | -------------------- | -------------------- |
| Al-Sadd              | 5:1                  | Al-Ittihad           |                      |                      |
| Finale Westasien     |                      |                      |                      |                      |
| Al-Sadd              | 2:0                  | Dempo SC             |                      |                      |
| Halbfinale Ostasien  |                      |                      |                      |                      |
| Sriwijaya FC         | 2:2 (7:6 i. E.)      | Muangthong United    |                      |                      |
| Finale Ostasien      |                      |                      |                      |                      |
| Sriwijaya FC         | 0:4                  | Al Ain Club          |                      |                      |

## Modus

### Gruppenphase
In der Gruppenphase spielten 32 Mannschaften in acht Gruppen mit jeweils vier Teams im Ligamodus (Hin- und Rückspiel). Dabei wurden die Mannschaften nach geographischen Gesichtspunkten aufgeteilt. In den Gruppen A bis D spielten die Teams aus West- und Zentralasien, in den Gruppen E bis H traten die Mannschaften aus Ost- und Südostasien an. Die beiden Gruppenersten qualifizierten sich für die Finalrunde der letzten 16. Das Turnier wurde mit der Drei-Punkte-Regel ausgetragen.

### Finalrunde
Das Viertelfinale ist ausgelost worden, es konnten jedoch nicht zwei Mannschaften aus einem Land direkt aufeinandertreffen. Die Mannschaften spielten im K.-o.-System mit Hin- und Rückspiel den Turniersieger aus, wobei die Auswärtstorregel galt. Sollte auch im Rückspiel und/oder Endspiel nach regulärer Spielzeit und Verlängerung kein Sieger feststehen, wird der Sieger im Elfmeterschießen ermittelt.
Der Turniersieger qualifiziert sich für die FIFA-Klub-Weltmeisterschaft 2011 in Japan.

## Spielplan
- Qualifikationsspiele: 12. und 19. Februar
- Gruppenphase: 1./2. März, 15./16. März, 5./6. April, 25./26. April, 3./4. Mai, 10./11. Mai
- Achtelfinale: 24./25. Mai
- Viertelfinale: 13./14. September, 27./28. September
- Halbfinale: 19. und 26. Oktober
- Finale: 5. November

## Gruppenphase

### Gruppe A
| Pl. | Verein          | Sp. | S | U | N | Tore    | Diff. | Punkte |
| --- | --------------- | --- | - | - | - | ------- | ----- | ------ |
| 1.  | Sepahan Isfahan | 6   | 4 | 1 | 1 | 014:500 | +9    | 13     |
| 2.  | Al-Hilal        | 6   | 4 | 1 | 1 | 011:600 | +5    | 13     |
| 3.  | Al-Gharafa      | 6   | 2 | 1 | 3 | 006:700 | −1    | 07     |
| 4.  | Al-Jazira       | 6   | 0 | 1 | 5 | 007:200 | −13   | 01     |

|            | GAR | HIL | JAZ | SEP |
| ---------- | --- | --- | --- | --- |
| Al-Gharafa |     | 0:1 | 5:2 | 1:0 |
| Al-Hilal   | 2:0 |     | 3:1 | 1:2 |
| Al-Jazira  | 0:0 | 2:3 |     | 1:4 |
| Sepahan    | 2:0 | 1:1 | 5:1 |     |

### Gruppe B
| Pl. | Verein             | Sp. | S | U | N | Tore    | Diff. | Punkte |
| --- | ------------------ | --- | - | - | - | ------- | ----- | ------ |
| 1.  | Al-Sadd            | 6   | 2 | 4 | 0 | 008:600 | +2    | 10     |
| 2.  | Al-Nasr            | 6   | 2 | 2 | 2 | 010:700 | +3    | 08     |
| 3.  | Esteghlal Teheran  | 6   | 2 | 2 | 2 | 011:100 | +1    | 08     |
| 4.  | Pakhtakor Tashkent | 6   | 1 | 2 | 3 | 008:140 | −6    | 05     |

|           | NAS | SAD | EST | PAK |
| --------- | --- | --- | --- | --- |
| Al-Nasr   |     | 1:1 | 2:1 | 4:0 |
| Al-Sadd   | 1:0 |     | 2:2 | 2:1 |
| Esteghlal | 2:1 | 1:1 |     | 4:2 |
| Pakhtakor | 2:2 | 1:1 | 2:1 |     |

### Gruppe C
| Pl. | Verein              | Sp. | S | U | N | Tore    | Diff. | Punkte |
| --- | ------------------- | --- | - | - | - | ------- | ----- | ------ |
| 1.  | Al-Ittihad          | 6   | 3 | 2 | 1 | 010:500 | +5    | 11     |
| 2.  | Bunyodkor Taschkent | 6   | 2 | 3 | 1 | 008:600 | +2    | 09     |
| 3.  | Al-Wahda            | 6   | 1 | 3 | 2 | 006:800 | −2    | 06     |
| 4.  | Persepolis Teheran  | 6   | 1 | 2 | 3 | 006:110 | −5    | 05     |

|            | ITT | WAH | BUN | PER |
| ---------- | --- | --- | --- | --- |
| Al-Ittihad |     | 0:0 | 1:1 | 3:1 |
| Al-Wahda   | 0:3 |     | 1:1 | 2:0 |
| Bunyodkor  | 0:1 | 3:2 |     | 0:0 |
| Persepolis | 3:2 | 1:1 | 1:3 |     |

### Gruppe D
| Pl. | Verein           | Sp. | S | U | N | Tore    | Diff. | Punkte |
| --- | ---------------- | --- | - | - | - | ------- | ----- | ------ |
| 1.  | Zob Ahan Isfahan | 6   | 4 | 1 | 1 | 007:300 | +4    | 13     |
| 2.  | Al-Shabab        | 6   | 3 | 2 | 1 | 008:400 | +4    | 11     |
| 3.  | Emirates Club    | 6   | 2 | 0 | 4 | 006:100 | −4    | 06     |
| 4.  | Al-Rayyan        | 6   | 1 | 1 | 4 | 004:800 | −4    | 04     |

|           | RAY | SHA | EMI | ZOB |
| --------- | --- | --- | --- | --- |
| Al-Rayyan |     | 1:1 | 2:0 | 1:3 |
| Al-Shabab | 1:0 |     | 4:1 | 0:0 |
| Emirates  | 2:0 | 2:1 |     | 0:1 |
| Zob Ahan  | 1:0 | 0:1 | 2:1 |     |

### Gruppe E
| Pl. | Verein            | Sp. | S | U | N | Tore    | Diff. | Punkte |
| --- | ----------------- | --- | - | - | - | ------- | ----- | ------ |
| 1.  | Gamba Osaka       | 6   | 3 | 1 | 2 | 013:700 | +6    | 10     |
| 2.  | Tianjin Teda      | 6   | 3 | 1 | 2 | 008:600 | +2    | 10     |
| 3.  | Jeju United       | 6   | 2 | 1 | 3 | 006:100 | −4    | 07     |
| 4.  | Melbourne Victory | 6   | 1 | 3 | 2 | 007:110 | −4    | 06     |

|                   | GAM | JEJ | MEL | TIA |
| ----------------- | --- | --- | --- | --- |
| Gamba Osaka       |     | 3:1 | 5:1 | 2:0 |
| Jeju United       | 2:1 |     | 1:1 | 0:1 |
| Melbourne Victory | 1:1 | 1:2 |     | 2:1 |
| Tianjin Teda      | 2:1 | 3:0 | 1:1 |     |

### Gruppe F
| Pl. | Verein             | Sp. | S | U | N | Tore    | Diff. | Punkte |
| --- | ------------------ | --- | - | - | - | ------- | ----- | ------ |
| 1.  | FC Seoul           | 6   | 3 | 2 | 1 | 009:400 | +5    | 11     |
| 2.  | Nagoya Grampus     | 6   | 3 | 1 | 2 | 009:600 | +3    | 10     |
| 3.  | Al Ain Club        | 6   | 2 | 1 | 3 | 004:900 | −5    | 07     |
| 4.  | Hangzhou Greentown | 6   | 1 | 2 | 3 | 003:600 | −3    | 05     |

|                | AIN | HAN | NAG | SEO |
| -------------- | --- | --- | --- | --- |
| Al Ain Club    |     | 1:0 | 3:1 | 0:1 |
| Hangzhou       | 0:0 |     | 2:0 | 1:1 |
| Nagoya Grampus | 4:0 | 1:0 |     | 1:1 |
| FC Seoul       | 3:0 | 3:0 | 0:2 |     |

### Gruppe G
| Pl. | Verein                  | Sp. | S | U | N | Tore    | Diff. | Punkte |
| --- | ----------------------- | --- | - | - | - | ------- | ----- | ------ |
| 1.  | Jeonbuk Motors          | 6   | 5 | 0 | 1 | 014:200 | +12   | 15     |
| 2.  | Cerezo Osaka            | 6   | 4 | 0 | 2 | 011:400 | +7    | 12     |
| 3.  | Shandong Luneng Taishan | 6   | 2 | 1 | 3 | 009:800 | +1    | 07     |
| 4.  | Arema Malang            | 6   | 0 | 1 | 5 | 002:220 | −20   | 01     |

|                         | ARE | CER | JEO | SHL |
| ----------------------- | --- | --- | --- | --- |
| Arema Malang            |     | 0:4 | 0:4 | 1:1 |
| Cerezo Osaka            | 2:1 |     | 1:0 | 4:0 |
| Jeonbuk Motors          | 6:0 | 1:0 |     | 1:0 |
| Shandong Luneng Taishan | 5:0 | 2:0 | 1:2 |     |

### Gruppe H
| Pl. | Verein           | Sp. | S | U | N | Tore    | Diff. | Punkte |
| --- | ---------------- | --- | - | - | - | ------- | ----- | ------ |
| 1.  | Suwon Bluewings  | 6   | 3 | 3 | 0 | 012:300 | +9    | 12     |
| 2.  | Kashima Antlers  | 6   | 3 | 3 | 0 | 009:300 | +6    | 12     |
| 3.  | Sydney FC        | 6   | 1 | 2 | 3 | 006:110 | −5    | 05     |
| 4.  | Shanghai Shenhua | 6   | 0 | 2 | 4 | 003:130 | −10   | 02     |

|                  | KSH | SHS | SUW | SYD |
| ---------------- | --- | --- | --- | --- |
| Kashima Antlers  |     | 2:0 | 1:1 | 2:1 |
| Shanghai Shenhua | 0:0 |     | 0:3 | 2:3 |
| Suwon Bluewings  | 1:1 | 4:0 |     | 3:1 |
| Sydney FC        | 0:3 | 1:1 | 0:0 |     |

## Finalrunde

### Achtelfinale
Die Begegnungen fanden am 24. und 25. Mai 2011 statt, Rückspiele gibt es im Achtelfinale nicht.
|                  | Ergebnis  |                     |           |           |
| Westasien        | Westasien | Westasien           | Westasien | Westasien |
| ---------------- | --------- | ------------------- | --------- | --------- |
| Sepahan Isfahan  | 3:0       | Bunyodkor Taschkent |           |           |
| Al-Ittihad       | 3:1       | Al-Hilal            |           |           |
| Al-Sadd          | 1:0       | Al-Shabab           |           |           |
| Zob Ahan Isfahan | 4:1       | Al-Nasr             |           |           |
| Ostasien         |           |                     |           |           |
| Gamba Osaka      | 0:1       | Cerezo Osaka        |           |           |
| Jeonbuk Motors   | 3:0       | Tianjin Teda        |           |           |
| FC Seoul         | 3:0       | Kashima Antlers     |           |           |
| Suwon Bluewings  | 2:0       | Nagoya Grampus      |           |           |

### Viertelfinale
Die Hinspiele fanden am 14. September statt, die Rückspiele am 27. und 28. September 2011.
|                 | Gesamt |                  | Hinspiel | Rückspiel |
| --------------- | ------ | ---------------- | -------- | --------- |
| Cerezo Osaka    | 5:9    | Jeonbuk Motors   | 4:3      | 1:6       |
| Al-Ittihad      | 3:2    | FC Seoul         | 3:1      | 0:1       |
| Sepahan Isfahan | 2:4    | Al-Sadd          | [A1]0:3  | 2:1       |
| Suwon Bluewings | 3:2    | Zob Ahan Isfahan | 1:1      | 2:1 n. V. |

1. ↑  AFC Disciplinary Committee sanctions Sepahan. Persian League, 26. September 2011, abgerufen am 13. Januar 2014 (englisch, Das Spiel endete mit einem 1:0-Sieg für Sepahan Isfahan, aber die Exekutivkomitee der AFC hat das Spiel mit 3:0 für Al-Sadd gewertet, nachdem festgestellt wurde, dass Sepahan einen nicht berechtigten Spieler eingesetzt hatte.).

### Halbfinale
Die Hinspiele fanden am 19. Oktober statt, die Rückspiele am 26. Oktober 2011.
|                 | Gesamt |                | Hinspiel | Rückspiel |
| --------------- | ------ | -------------- | -------- | --------- |
| Al-Ittihad      | 3:5    | Jeonbuk Motors | 2:3      | 1:2       |
| Suwon Bluewings | 1:2    | Al-Sadd        | 0:2      | 1:0       |

### Finale
Das Finale wurde am 5. November 2011 in Jeonju ausgetragen. Das Heimrecht wurde durch Losverfahren unter beiden Finalisten ermittelt. Dieser Modus unterscheidet sich von dem der letzten zwei Jahre, als das Finale auf neutralem Boden stattfand.
| Jeonbuk Motors                                                     | Jeonbuk Motors | Al-Sadd | Al-Sadd |
| ------------------------------------------------------------------ | --- | --- | ------- |
| Jeonbuk Motors                                                     | \| 5. November 2011 um 19:00 Uhr in Jeonju (Jeonju-World-Cup-Stadion) \| \| Ergebnis: 2:2 n. V. (2:2, 1:1), 2:4 i. E. \| \| Zuschauer: 40.000 \| \| Schiedsrichter: Ravshan Ermatov ( Usbekistan) \|                                                | \| 5. November 2011 um 19:00 Uhr in Jeonju (Jeonju-World-Cup-Stadion) \| \| Ergebnis: 2:2 n. V. (2:2, 1:1), 2:4 i. E. \| \| Zuschauer: 40.000 \| \| Schiedsrichter: Ravshan Ermatov ( Usbekistan) \|                                                               | Al-Sadd |
| Jeonbuk Motors                                                     | Kim Min-sik − Kim Sang-shik, Sim Woo-yeon, Choi Chul-soon, Son Seung-joon − Park Won-jae, Eninho, Jeong Hun (51. Kim Dong-chan), Seo Jung-jin (70. Lee Seung-hyun), Luiz Henrique (70. Lee Dong-gook) − Jeong Seong-hoon Cheftrainer: Choi Kang-hee | Mohamed Saqr − Nadir Belhadj, Ibrahim Majid, Abdullah Koni, Lee Jung-soo − Mohammed Kasola (53. Taher Zakaria), Talal al-Bloushi, Wesam Rizik − Abdul Kader Keïta (90. Ali Afif), Khalfan Ibrahim (74. Hassan al-Haydos), Mamadou Niang Cheftrainer: Jorge Fossati | Al-Sadd |
| Jeonbuk Motors                                                     | 1:0 Eninho (17.) 2:2 Lee Seung-hyun (90.) | 1:1 Sim Woo-yeon (29., Eigentor) 1:2 Abdul Kader Keïta (61.) | Al-Sadd |
| Jeonbuk Motors                                                     | Elfmeterschießen | | Al-Sadd |
| Jeonbuk Motors                                                     | 1:1 Eninho Kim Dong-chan Park Won-jae 2:3 Kim Sang-shik | 0:1 Mamadou Niang 1:2 Hassan al-Haydos Lee Jung-soo 1:3 Ibrahim Majid 2:4 Nadir Belhadj | Al-Sadd |
| Jeonbuk Motors                                                     | Eninho (80.), Kim Sang-shik (90.) | Mohammed Kasola (19.), Abdul Kader Keïta (52.), Talal al-Bloushi (65.), Ibrahim Majid (72.), Taher Zakaria (80.), Hassan al-Haydos (88.), Ali Afif (100.) | Al-Sadd |
| Jeonbuk Motors                                                     | Ali Afif (120.) | | Al-Sadd |
| 5. November 2011 um 19:00 Uhr in Jeonju (Jeonju-World-Cup-Stadion) | | |         |
| Ergebnis: 2:2 n. V. (2:2, 1:1), 2:4 i. E.                          | | |         |
| Zuschauer: 40.000                                                  | | |         |
| Schiedsrichter: Ravshan Ermatov ( Usbekistan)                      | | |         |

## Beste Torschützen
| Rang | Spieler          | Klub                    | Tore |
| ---- | ---------------- | ----------------------- | ---- |
| 1    | Lee Dong-gook    | Jeonbuk Hyundai Motors  | 9    |
| 2    | Eninho           | Jeonbuk Hyundai Motors  | 8    |
| 3    | Ha Tae-goon      | Suwon Samsung Bluewings | 6    |
| 4    | Bader al-Mutawa  | Al-Nasr                 | 5    |
|      | Dejan Damjanović | FC Seoul                | 5    |
|      | Ibrahima Touré   | Sepahan FC              | 5    |